# 최준 (축구 선수)
최준(崔俊, 1999년 4월 17일~)은 대한민국의 축구 선수로 포지션은 수비수이며 현재 FC 서울에서 뛰고 있다.

## 클럽 경력
2020시즌을 앞두고 K리그1의 울산 현대 축구단에 입단했다. 2020년 여름 이적시장을 통해 K리그2의 경남 FC로 임대되었다. 2020년 10월 25일에 열린 부천 FC 1995와의 리그 경기에서 프로 데뷔골을 기록했다.
2021 시즌을 앞두고, 정훈성, 이상헌과 함께 트레이드 방식으로 부산 아이파크로 이적하였다.

## 국가대표팀 경력
2018년 4월 20일 멕시코과의 수원 JS컵 경기에서 U-20 대표팀 데뷔전을 치렀다. 이후 2018년 AFC U-19 챔피언십 본선에 출전했다. 이 대회에서 최준은 조별리그 3경기와 8강전 총 4경기에 출전했다.
이듬해 열린 2019년 FIFA U-20 월드컵에 출전했으며 이 대회 전 경기에 출전했다. 특히 에콰도르과의 준결승전 경기에서 이강인의 프리킥을 강슛으로 연결해 결승골을 기록하면서 대한민국의 결승행을 이끌었다.

## 수상 내역

### 국가대표팀
- FIFA U-20 월드컵 준우승: 2019